# Landštejnové
Landštejnové případně páni z Landštejna a Třeboně byli starý český panský rod, který patřil mezi pět hlavních rozrodů Vítkovců. Původně sídlili v Třeboni. Na konci 13. století však získali pevný hrad Landštejn a změnili si podle něj i svůj přídomek.

## Historie
Předek všech Vítkovců, Vítek z Prčice, měl pět synů, čtvrtý z nich, Vítek IV. z Klokot, zplodil tři syny (Vítek ze Skalice, Pelhřim z Třeboně a Ojíř ze Svin) a čtyři dcery (Lidmila z Hrádku, Kateřina z Pohledu, Gertruda ze Žinkov, Jutta z Kováně), kteří rod rozvětvili.
Ve 2. polovině 13. století získal Pelhřimův syn Sezema Landštejn. Na konci 13. a počátku 14. století se proslavili neohrožení válečníci Ojíř ze Svin a jeho syn Vítek z Landštejna. Vítek a jeho syn Vilém z Landštejna vykonávali funkci nejvyššího komorníka.
Vítek přispěl k vyhnání Jindřicha Korutanského v roce 1309 při obléhání Prahy míšeňským vojskem. Jeho syn Vilém se stal hejtmanem na Moravě, v letech 1351–1356 zastával funkci pražského purkrabího, patřil mezi oddané spolupracovníky Karla IV. Mikuláš Svitáček z Landštejna (1454–1484) působil jako nejvyšší písař a královský maršálek.
Příslušníci rodu vybudovali v jižních Čechách mnoho pevných hradů a drželi zde mnoho panství, například Trhové Sviny, Bystřici, Lomnici, Lipnici, Veselí, Želeč, statky na Rakovnicku. Vedlejší větví rodu byli Zubové z Landštejna a Borotína. Další z linií se usadila na Moravě, kde drželi statky na Kroměřížsku a vystavěli hrad Nový Světlov.
Vilém se stal hejtmanem Nového Města pražského a jím roku 1612 rod vymřel.

## Erb
V červeném poli se nachází stříbrná pětilistá růže.

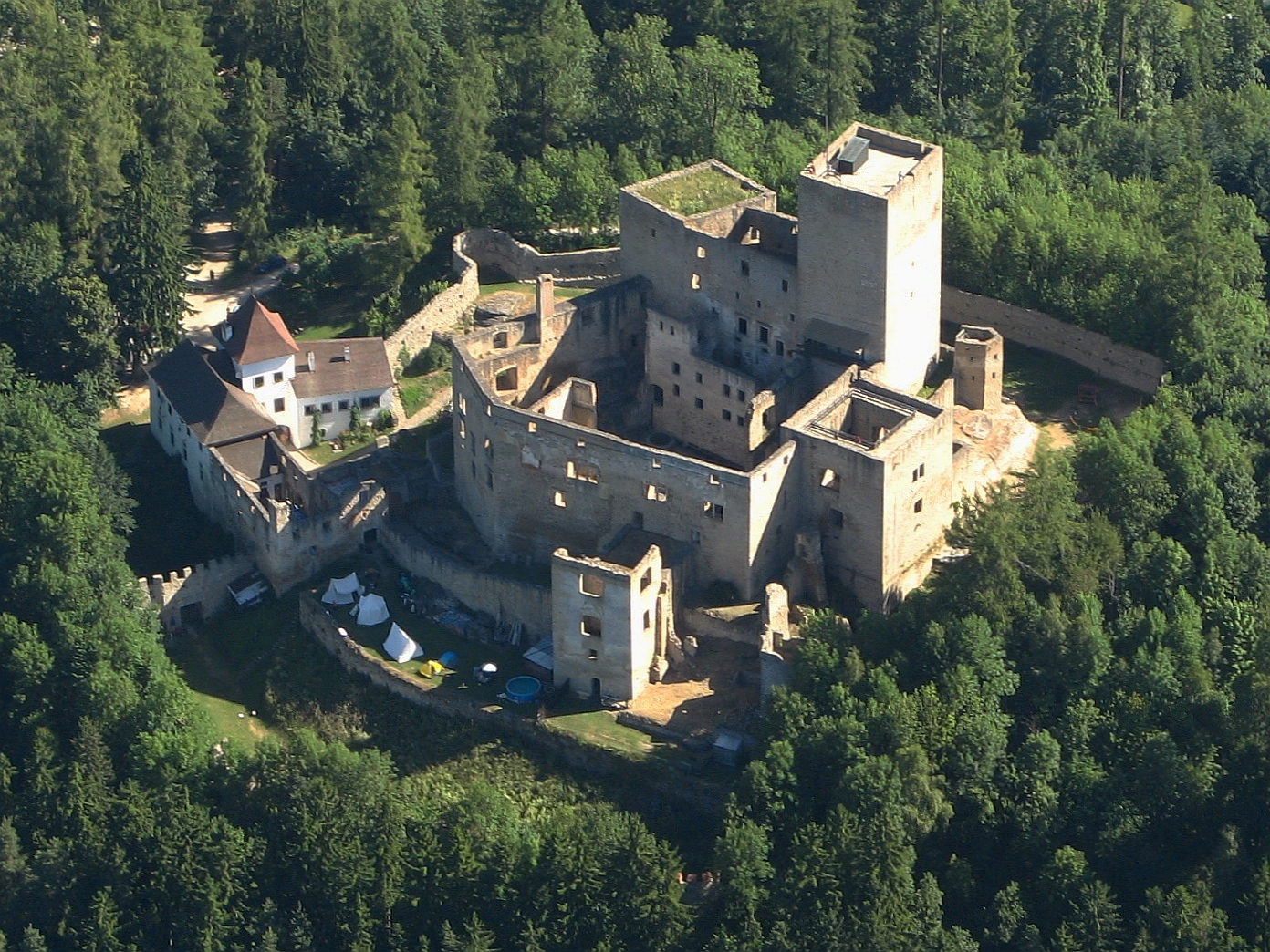
Hrad Landštejn

## Příbuzenstvo
Spojili se s pány z Dubé, Donína, z Kopidlna, Valdštejny, Vartenberky, Týřovskými či Mladoty ze Solopisk.

## Zajímavosti
Za větrných nocí by měl na Landštejně strašit za trest pro svou krutost duch Viléma z Landštejna.